# 비잔티움

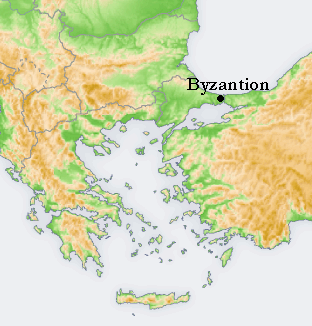
비잔티움의 위치

비잔티움(그리스어: Βυζάντιον 뷔잔티온, 비잔티온[*], 라틴어: Byzantium 비잔티움[*])은 오늘날 튀르키예 이스탄불의 원래 이름이다. 기원전 667년 고대 그리스의 메가라의 주민들이 식민지 도시로 건설한 뒤, 이들의 왕 비자스 또는 뷔잔타스(그리스어: Βύζας 또는 Βύζαντας)의 이름을 따 비잔티움이라 불렸다. 라틴식 표기인 “비잔티움(Byzantium)”이 표준어로 등재되어 있다. 후대에 이 도시는 콘스탄티노폴리스란 이름으로 동로마 제국의 수도가 되었으며, 동로마 제국이 오스만 제국의 술탄 메흐메트 2세에게 멸망한 뒤 오스만 제국의 수도가 되었다.

## 역사

### 기원전~4세기
기원전 667년 무렵에 메가라의 식민지 인들에 의해 건설된 그들의 왕 ‘비자스’를 따서 ‘비잔티온’이라는 이름이 되었다. 후에 로마의 영토가 되면서 라틴어 명칭 '비잔티움'으로 불리게 되었다. 그러나 그 이전에 원주민 트라키아인의 도시가 있었다는 설도 있어 건설에 대해서는 전설의 영역을 넘지는 않았다.
그 후 기원전 5세기 초의 그리스-페르시아 전쟁까지 페르시아 제국 아케메네스 왕조에 복속되어 있었다. 기원전 478년에 그리스 연합군에 의해 비잔티온 공성전 (기원전 478년)으로 함락을 당했다. 그 이후 아테네의 속국이 되었지만 다른 도시들과 함께 기원전 357년에 반란(동맹시 전쟁)을 일으켜 승리하면서 자치를 회복했다. 기원전 4세기 중반에서 마케도니아의 필리포스 2세가 트라키아 일대에 점령하여 기원전 340년에 비잔티움도 그의 의한 공격을 받았지만, 페르시아와 아테네로부터 원군을 지원 받아 마케도니아를 격퇴했다.
196년 로마 황제 셉티미우스 세베루스의 시대에 그와 대립하던 황제를 끝까지 지지했기 때문에 징벌로 도시는 파괴되었지만 곧 재건되었다. 이후에 콘스탄티노플의 중요한 건축물이 될 경마장(히포드롬)도 이때 건설된 것이 바탕이 되었다.

### 4세기~15세기
4세기에 로마 황제 콘스탄티누스 1세가 비잔티움이 동서남북 교통로의 요충지에 위치하여 천연의 양항 금각만을 가진 것에 착안하여 330년에 로마에서 이 도시로 천도했다. 그후 수도에 걸 맞는 도시 건설에 착수했다. 콘스탄티누스는 비잔티움을 ‘노바 로마’(‘새로운 로마’라는 뜻)로 개칭했지만 널리 알려지지는 못했고, 콘스탄티노플(콘스탄티누스의 도시라는 뜻)로 알려지게 되었다. 이어 이 도시를 수도로 한 동로마 제국은 후세 이 도시의 옛 칭호를 따서 ‘비잔티움 제국’ 등으로 불리게 된다. 이후 동로마 제국이 멸망할 때까지 그 수도로 번영하였고, 중세 유럽의 주요 도시로 정치, 경제, 문화, 종교에 중요한 위치를 차지하면서 ‘여덟 이름을 가진 도시’로 알려졌다.

### 15세기 이후
1453년에 오스만 제국이 콘스탄티노플을 함락시키고, 이후 제국의 수도로 다시 이 도시는 동부 지중해 지역을 커버하는 제국의 수도로 번성하게 되었다. 오스만 제국 시대에는 점차 ‘이스탄불’이라는 도시 이름이 보급되어 현재에 이르고 있다. 비잔티움과 콘스탄티노플의 후신인 이스탄불은 속속 교외로 시가지를 확대시켜 오스만 제국의 멸망 후에도 터키 최대의 도시로서 번영을 계속하고 현재 전역에서 1000만 명에 가까운 인구를 가진 거대 도시로 발전을 거듭하고 있다.

## 인물
- 호메로스: 비극작가, 기원전 3세기 이전
- 비잔티움의 필론: 기술자, 기원전 280~220년경
- 에피게네스: 천문학자, 기원전 2~3세기
- 비잔티움의 아리스토파네스: 학자, 기원전 2~3세기 알렉산드리아를 번영시킨 학자

## 같이 보기
- 콘스탄티노플 1453년 터키의 정복 이전의 역사
- 이스탄불 1453년부터 시작된 이 도시
- 사라이부르누 고대 비잔티움의 지리적 위치